# Vaikkorivier
De Vaikkorivier (Zweeds: Vaikkojoki of Vaihkojoki) is een rivier die stroomt in de Zweedse  gemeente Pajala. De rivier dient als afwateringsrivier van het meer Vaikkojärvi en haar randmeer Vaikkolompolo. De rivier stroomt noordwaarts weg. Ze is inclusief langste bronrivier ongeveer circa 20 kilometer lang.
Afwatering: Vaihkorivier → Lainiorivier → Torne → Botnische Golf